# Con il tuo nome
Con il tuo nome è un singolo della cantante italiana Ivana Spagna, pubblicato nel 2000.

## Descrizione
Il brano fu presentato al Festival di Sanremo 2000 dove si piazzò al dodicesimo posto.

## Tracce
1. Con il tuo nome – 4:23
2. Message of love – 3:52

## Classifiche
| Classifica (2000) | Posizione massima |
| ----------------- | ----------------- |
| Italia            | 46                |